# Эквадор в Первой мировой войне
Эквадор первоначально соблюдал нейтралитет в Первой мировой войне, но спустя время разорвал дипломатические отношения с Германской империей 7 декабря 1917 года, при этом воздержался от любого участия в боевых действиях.

## Предыстория

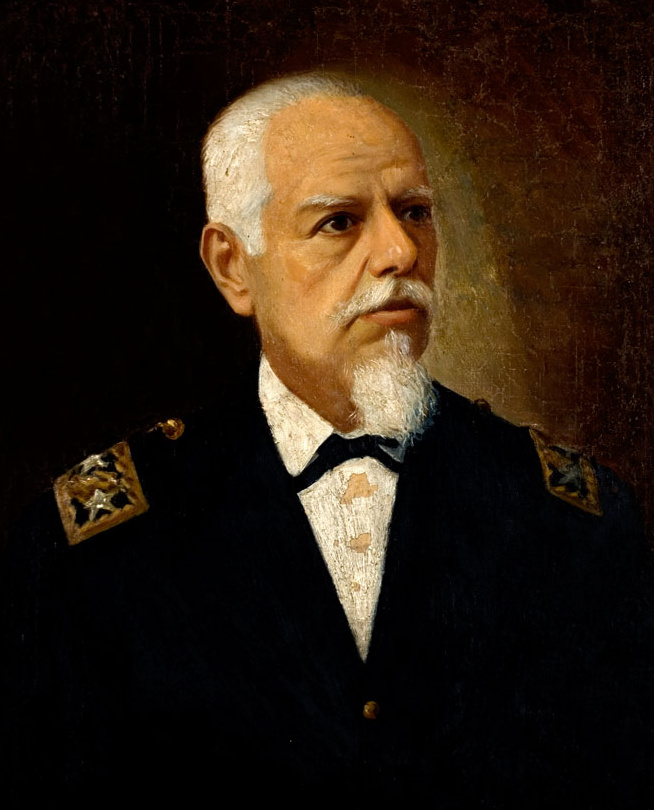
Хосе Элой Альфаро Дельгадо, президент Эквадора в 1906—1911 годах

В 1914 году Эквадор с площадью 245 882 квадратных миль и населением менее двух миллионов был, за исключением Уругвая, самой маленькой из южноамериканских стран. В начале XX века какао, бананы и кофе, выращиваемые на плантациях, были основными экспортными товарами Эквадора. На тот момент на Галапагосских островах была нехватка воды и их изоляция от остальной части страны, привела к тому что их население исчислялось всего лишь несколькими сотнями поселенцев. Президент Элой Альфаро считал острова стратегической уязвимостью, поскольку Эквадору не хватало военно-морского флота для их защиты. Несколько раз он предлагал их продать Соединенным Штатам взамен за гарантию защиты и денег, но США острова не интересовали. С наступлением Первой мировой войны Галапагосские острова приобрели большее значение из-за их близости к Панамскому каналу и их потенциалу в качестве базы для военно-морских операций.
Эквадор находился на пути эпохи либерального правления, начавшейся с избрания Элой Альфаро в 1895 году и закончившейся свержением президента Гонсало Кордовы в результате военного переворота 9 июля 1925 года. Альфаро, занимавший пост президента с 1895 по 1901 год, а затем с 1906 по 1911 год остаётся спорной фигурой. Во время своего первого правления он созвал учредительное собрание, которое приняло новую конституцию, позволяющую либералам сохранить власть в течение следующих трёх десятилетий. Во втором сроке он начал аграрную реформу, проконтролировав принятие закона о национализации земель, и председательствовал на открытии железной дороги, соединяющей Кито и Гуаякиль, проект которой был утвержден ещё в 1865 году, но был завершен только в 1908 году. Но железная дорога не приносила прибыли, и правительству пришлось выплатить огромную сумму иностранным держателям облигаций, которые предоставили средства на её строительство. Жесткие репрессии Альфаро против политических оппонентов и отсутствие уважения к гражданским свободам также омрачили достигнутые им успехи. Его преемник Эмилио Эстрада 31 августа 1911 года поднял против него восстание. Захваченный вместе с другими повстанцами, Альфаро был доставлен армией в Кито, чтобы предстать перед судом, но 28 января 1912 года разъяренная толпа ворвалась в тюрьму, где он содержался. Они убили бывшего президента и пять других лидеров повстанцев.

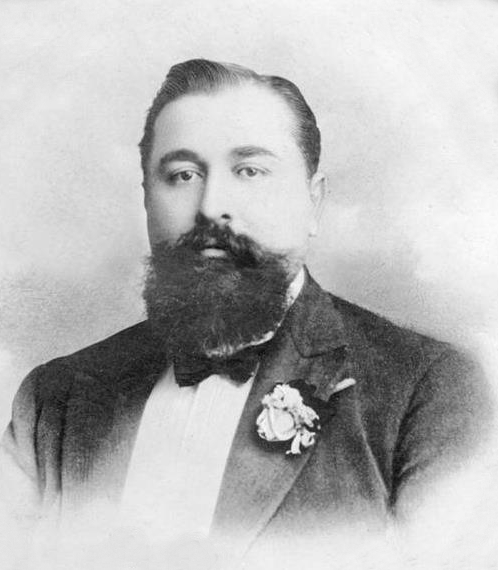
Леонидас Пласа Гутьеррес де Кавьедес, президент Эквадора в 1901—1905 и 1912—1916 годах

Новый президент, Леонидас Пласа Гутьеррес, был бывшим коллегой Альфаро. Прибрежные предприниматели поддерживали его, поскольку он работал над контролем политического насилия и развитием экспортной экономики. Средние классы поддержали его, поскольку его прогрессивная администрация предоставляла им возможности для продвижения по службе. Продвигая верных ему офицеров, он сумел заручиться твердой поддержкой военных. Военная верность была крайне важна для нового президента, поскольку его главными внутренними противниками были преданные Альфаро сторонники, решившие отомстить за убийство своего лидера. В 1913 году полковник Карло Андраде возглавил восстание на севере, которое армия быстро подавила, но второе восстание, начатое в том же году Карлосом Конча Торресом, оказалось куда сложнее подавить. Объединив афро-эквадорское население провинции Эсмеральдас, Карлос разгромил целые правительственные батальоны. В течение почти трех лет он держал государственная армию в напряжении при помощи засад и внезапных нападений. Всеобщая амнистия положила конец восстанию 1 сентября 1916 года, но продолжающиеся кровавые бои отвлекали внимание на протяжении всего второго правления Леонидаса Пласы и были в полной силе, когда в августе 1914 года разразилась Первая мировая война.
Немецкое влияние давало о себе знать. Немцы контролировали значительную часть торговли Гуаякиля, главного порта страны. В министерствах внутренних дел, общественных работ и образования работали немецкие технические советники, немецкие преподаватели пользовались влиянием в научных кругах; немецкая строительная фирма «Оренштейн и Коппель» строила железную дорогу Куэнка-Симбамбе; среди офицеров армии и духовенства были распространены германофилы благодаря чилийским военным советникам и влиянию испанского духовенства. Французское влияние ослабло, когда в 1903 году прибыли чилийские военные и началось долгое сотрудничество, которые отражали совместное противостояние их общему врагу — Перу, который воспринимался как заклятый враг Эквадора, о чем свидетельствует разграбление перуанского консульства и торгового судна в Гуаякиле в апреле 1910 года разъяренной толпой, а также подобные эпизодические нападения на другие перуанские учреждения. «После вопроса Такны и Арики сомнительные границы Эквадора представляли собой самую серьезную международную проблему в Южной Америке», — писал Уильям Р. Шепард. На амазонскую область Ориенте к востоку от Анд претендовали Перу, Бразилия и Колумбия. Если бы претензии всех стран были удовлетворены, «от Эквадора не осталось бы ничего, кроме полосы между Андами и побережьем Тихого океана, включая города Кито и Гуаякиль». Война в Европе волновала Эквадор меньше всего.

## Первая мировая война
В период с 4 по 13 августа 1914 года министр иностранных дел Рафаэль Элизальде получил ряд телеграмм, в которых сообщалось, что европейские державы находятся в состоянии войны. Четыре дня спустя, 17 августа, правительство Эквадора официально провозгласило свой нейтралитет. Хотя оно подписало, но не ратифицировало Гаагскую конвенцию 1907 года, оно заявило, что будет придерживаться руководящих принципов, изложенных в пятой статье «Права и обязанности нейтральных держав и лиц в случае войны». С политической точки зрения в августе 1914 года не было необходимости присоединиться к войне на какой-либо стороне, потому что в конечном итоге только европейские державы сражались лицом к лицу непосредственно в конфликте. Для национальных интересов латиноамериканских государств было важно сохранить, как можно дольше, жизненно важные экономические отношения со всеми воюющими сторонами.
В первые шесть месяцев войны Эквадор столкнулся со сложными внешними и внутренними проблемами. Общественное мнение страны резко разделилось по поводу поддержки воюющих сторон. Президент и его министры, ужаснувшиеся вторжению Германии в Бельгию, решительно выступали за Антанту, но была и поддержка Центральных держав, которой манипулировал поверенный в делах Германии в Кито, герр Генрих Роланд, искусный и скрытный дипломат.  В отличие от Роланда, министры-резиденты, представлявшие союзников, казалось, чрезвычайно плохо подходили для своих должностей. При известии о начале войны французский министр Луи Госсен, немедленно вернулся в Европу, чтобы сражаться за свою страну, но его заменил Генри Франкастель, который создал большое количество трудностей, из-за чего министр иностранных дел попросил отозвать его. Люсьен Дж. Джером, служивший Британии в качестве поверенного в делах в Кито и генерального консула в Гуаякиле, оказался столь же неумелым. Они были больше озабочены событиями в Европе, чем событиями в Эквадоре, что стало основным фактором кризиса, произошедшего в сентябре 1914 года в связи с остановкой на Галапагосских островах немецкого крейсера «Лейпциг», немецкого транспорта «Мария» и норвежского барка «Кала». На основании расследования, проведенного эквадорскими властями, выяснилось, что немецкий крейсер оставался в эквадорских водах около 78 часов, принимая уголь с остальных судов. «Лейпциг» также оставил на одном из островов экипаж британского судна, которое затонуло некоторое время назад. Местные власти отправили этих людей в Гуаякиль, куда они прибыли 2 октября. Губернатор провинции провинции Гуаяс отправил телеграмму Элизальде, информируя его о прибытии британских моряков, добавив, что «есть подозрения, что немецкий флот пытается использовать этот архипелаг в качестве базы для своих рейдов». Элизальде немедленно передал эту информацию британскому поверенному в делах Джерому, отметив, что, хотя в депеше лишь предполагается возможность использования Галапагосских островов в качестве базы германского флота, если подозрения подтвердятся, правительство не станет заявлять протест Германии.
Жером и французский министр Франкастель немедленно отправили своим правительствам сообщение о том, что немцы используют Галапагосские острова в качестве базы. Хотя их обвинение было необоснованным, Великобритания и Франция попросили Соединенные Штаты поручить своему Чрезвычайному посланнику и Полномочному министру в Кито Чарльзу С. Хартману провести расследование. Элизальде возмутило это действие, поскольку обвинение было абсолютно ложным. Он объяснил Хартману, Джерому и Франкастелю истинное положение вещей, но, тем не менее, в ноябре Джером и Франкастель вновь направили своим правительствам телеграмму с новым обвинением, что Эквадор не проявляет необходимой бдительности в контроле над радиостанцией в Гуаякиле. Это заявление имело так же мало оснований, как и предыдущее. После того, как Элизальде категорически отрицал это, Жером и Франкастель сообщили, что не желают заниматься этим вопросом, но 25 ноября в британской палате общин было принято решение о том, что Эквадор не будет контролировать радиостанцию в Гуаякиле. 25 ноября британская Палата общин была проинформирована о том, что британское и французское правительства обратились к США с просьбой расследовать, действительно ли немцы используют Галапагосские острова в качестве морской базы, а Эквадор не контролирует работу беспроводной станции в Гуаякиле. Последующая переписка Великобритании, США и Франции, по всей видимости, закрыла этот вопрос, так как страны больше не протестовали.
В первые месяцы войны Эквадор принимал активное участие в конференциях, проводимых Панамериканским союзом с целью более четко определить права и обязанности нейтральных стран Западного полушария. Положения пятой статьи Гаагской конвенции быстро оказались трудновыполнимыми для государства, и уже в августе 1914 года перуанское правительство официально предложило американским республикам через своих представителей в Панамериканском союзе в Вашингтоне работать над более точным определением их прав как нейтральных стран и принять общую политику для защиты их коммерческих интересов. 8 декабря Совет управляющих провел свое первое заседание для рассмотрения предложений, касающихся этого вопроса. Совет единогласно согласился принять план, предложенный аргентинским послом, доктором Ромуло С. Наоном, о создании комиссии из девяти членов, председателем которой по должности будет государственный секретарь США, для изучения проблем, связанных с европейской войной, и представлению общих интересов. Кроме того, Эквадор предложил комиссии заключить соглашение с воюющими сторонами о том, что океан, омывающий берега американских стран, будет считаться нейтральным, учитывая нейтралитет всего полушария.
Хотя комиссия периодически собиралась в течение 1915 года для обсуждения этих и других предложений, ее труды не принесли плодов по двум причинам. Во-первых, осенью 1914 года присутствие мощных германского и Британские флоты в южноамериканских водах были сильным мотивом для сотрудничества южноамериканских наций, но 8 декабря британский флот одержал решительную победу над немецкой эскадрой. Эта победа положила конец коммерческим рейдам в открытом море, совершаемым регулярными немецкими военными кораблями. Несмотря на то, что в Атлантике продолжали действовать несколько вооруженных торговых судов, для южноамериканских стран облегчилась задача защиты своих нейтральных прав. Во-вторых, США не поддержали ни одно из предложений, выдвинутых латиноамериканцами. Без американской поддержки и с учетом разногласий по поводу стратегии между республиками, усилия по достижению консенсуса постоянно уходили на нет.
С января 1915 года до вступления Соединённых Штатов в войну 6 апреля 1917 года, Эквадор продолжил политику нейтралитета, установленную в первые шесть месяцев. Когда немецкие, британские и японские корабли оставались в порту Гуаякиль сверх установленного лимита в 24 часа, министр Элизальде направил протесты соответствующим правительствам. Кроме того, 16 октября 1915 года президент Плаза подписал указ подвергнуть все радиостанции правительственному контролю, запретив использовать их воюющим державам, а также запретив использование шифров и приказывающий судам всех воюющих стран опускать антенны в водах Эквадора. В июне следующего года, по просьбе британской и французской дипломатических миссий в Кито, он изменил этот указ на степень разрешения отправки сообщений официального характера в зашифрованном виде.
Эквадорского президента также беспокоила репатриация эквадорских граждан, живущих за границей. Консульства в Чили, Перу и Панаме, а также в Европе и США получили разрешение на репатриацию несколько граждан. Положение некого Саломона Филлипса, сына англичанина, родившегося в Эквадоре и зарегистрированный как эквадорец в консульстве в Гамбурге, оказался особенно спорным. Немецкий власти интернировали Филлипса на том основании, что он был англичанином. Эквадор направил официальный протест с просьбой о том, чтобы Филипса следует освободить, поскольку Эквадор не признает двойного гражданства и считает Филипса эквадорским гражданином. Благодаря его усилиям немцы наконец освободили Филлипса.
31 января 1917 года Германия объявила о начале неограниченной подводной войны. Президент США Вудро Вильсон разорвал дипломатические отношения с Германией и призвал страны Латинской Америки последовать его примеру. Эквадор не ответил, сославшись на то, что он не был официально уведомлен о немецком указе, поскольку поверенный в делах Германии Генрих Роланд покинул Кито некоторое время назад, оставив миссию вакантной. Когда 5 февраля посол США Чарльз С. Хартман попросил Тобара Боргоньо заявить, присоединится ли Эквадор к остальным странам в вопросе разрыва отношений с Германией министр отказался, ответив, что «его правительство никогда не согласится с тем, чтобы какая-либо из воюющих сторон уменьшила или ущемила права, которые Эквадору гарантированы международным правом и существующими договорами», но Эквадор не будет действовать, пока не узнает настроения остальных правительств континента. Затем Тобар Боргоньо опубликовал циркулярное письмо от 16 февраля, адресованное министрам или поверенным в делах США, Бразилии, Колумбии, Кубы, Чили, Перу и Уругвая, в котором предлагалось немедленно собрать в Уругвае Американский конгресс, чтобы прийти к соглашению «о средствах гарантии прав нейтралитета и возможного смягчения жесткости борьбы». Когда эти усилия не принесли результатов, Тобар отказался от дальнейших попыток взять на себя инициативу по созыву конгресса нейтральных стран.
Американское объявление войны Германии 6 апреля 1917 года за которым последовали Куба, Бразилия, а также разрыв дипломатических отношений Уругваем и Боливией вызвало новое давление на Эквадор, чтобы тот последовал за ними, но президент Бакерисо медлил. Обстоятельства изменились, когда 5 октября 1917 года Перу разорвало дипломатические отношения с Германией, и стало известно, что доктор Фредерик Перл, который был немецким министром в Лиме, намеревался отправиться в Эквадор, поскольку он был назначен министром в обеих странах. В отличие от многих стран, Эквадор, разорвал отношения с Германией из-за глупости немецкого министра, а не из-за неограниченной подводной войны, поскольку Эквадор — тихоокеанская страна, не имеющая значительного торгового флота. Когда Перу выслало немецкого министра, доктора Перла, он прибыл в Кито и объявил, что он также является немецким министром в Эквадоре. Эквадорское правительство не было уведомлено Берлином о его назначении, поэтому отказалось его принять. Мюллер, который, судя по всему не мог принять отказ, продолжал называть себя в Кито «поверенным в делах». Его последний промах произошел 3 декабря, когда по случаю смерти магистра Федерико Гонсалеса Суареса, архиепископа Кито, он отправил соболезнования генеральному викарию архиепархии, в котором подписался, как «поверенный в делах». Присутствуя на похоронах архиепископа, Мюллер настоял на том, чтобы его усадили на место, отведенное для дипломатического корпуса, отдав ему предпочтение перед членами верховного суда, что стало последней каплей. 4 декабря Тобар направил сообщение старшему Виктору Истману, чилийскому министру и декану дипломатического корпуса, в котором описал оскорбительное поведение Мюллера. Затем, решив устранить всякую неопределенность в отношении Эквадора к Германии и его самозваным представителем, он разослал циркуляр членам дипломатического корпуса 7 декабря, объявив, что приостановка дипломатических отношений, существовавшая в течение некоторого времени между Эквадором и Германская империя должна рассматриваться как «формальный и окончательный разрыв». Глупое поведение немецкого министра ещё больше отдалило эквадорское мнение, и без того склонявшееся к Антанте. Через несколько дней военный министр издал приказ портовым властям о том, что отныне все корабли союзников или США могут могут беспрепятственно входить в территориальные воды Эквадора. В том же году министр иностранных дел Карлос Тобар Боргоньо в своем докладе народу заявил о серьезности кризиса и его последствиях для Эквадора: «.. и человеческая семья, несмотря на ненависть, которая разделяет и разъединяет её, едина, и, будучи единой, все народы, даже самые отдаленные, чувствуют, что их права общие и интересы общие. Таким образом, война является мировой, поскольку ее последствия распространяются на весь мир, при этом нейтральные стороны не перестают страдать от последствий ненормального положения дел. Эквадор не смог избежать этого, и ему, как и другим народам, пришлось пережить ужасные удары». Известно о добровольном зачислении четырех эквадорских офицеров во французскую армию: Энрике Винуэза, Клементе Каналеса, Виктора Семинарио и Рафаэля Леаля. Они прошли во Франции курсы обучения военным методам. Дальнейшая их судьба неизвестна.
11 ноября 1918 года было подписано перемирие между Германской империей и Антантой. Наиболее значительным итогом войны с точки зрения Эквадора и остальной части Латинской Америки было то, что влияние Великобритании, Германии, и Франции значительно снизилось, а Соединенные Штаты укрепили свои экономические и политические господство в Западном полушарии.

## Последствия
18 января 1919 года дипломаты союзников-победителей собрались в Версале, Франция, чтобы решить судьбу Германии и ее побежденных партнеров. Латиноамериканские республики, которые разорвали отношения с Германией или объявили войну этой стране, были приглашены к участию в Парижской мирной конференции, Доктор Энрике Дорн-и-де-Альсуа, посол Эквадора во Франции и Великобритании, присутствовал на этих встречах и подписал Версальский мирный договор, однако правительство не ратифицировало его. Хотя Эквадор имел право вступить в недавно созданную Лигу Наций, он отложил принятие приглашения до 1935 года, что, возможно, было связано с тем, что во время постоянных смен правительств в послевоенный период Эквадор потерял почти всё своё дипломатическое присутствие, сохранив лишь минимальное представительство в Перу, Колумбии и Соединенных Штатах. К 100-летию начала Первой мировой войны в музее Сукре была проведена выставка, в которой приняло участие министерство национальной обороны и посольство Франции.